# Agrocybe
Agrocybe Fayod (polówka) – rodzaj grzybów z rodziny pierścieniakowatych (Strophariaceae).

## Cechy charakterystyczne
Grzyby saprotroficzne rzadko pasożyty. Owocniki wysmukłe do mięsistych. Kapelusze przeważnie nagie, suche do śluzowatych, higrofaniczne lub niehigrofaniczne, niekiedy ze szczątkami osłony. Blaszki u góry przyczepione do szeroko przyrośniętych do trzonu. Trzony suche, z pierścieniem lub bez pierścienia. Wysyp zarodników rdzawobrązowy. Zarodniki eliptyczne, gładkie, z porą rostkową lub bez niej. Trama blaszek regularna (strzępki biegną równolegle).

## Systematyka i nazewnictwo
Pozycja w klasyfikacji: Strophariaceae, Agaricales, Agaricomycetidae, Agaricomycetes, Agaricomycotina, Basidiomycota, Fungi (według Index Fungorum).
Synonimy: Bulla Battarra ex Earle, Cyclopus (Quél.) Barbier, Hylophila subgen. Cyclopus Quél., Pseudodeconica Overeem, Togaria W.G. Sm.
Nazwę polską podali Barbara Gumińska i Władysław Wojewoda w 2003 r. W polskim piśmiennictwie mykologicznym gatunek ten ma też inne nazwy: bedłka, mięsicha, łuskwiak.
Gatunki występujące w Polsce
- Agrocybe arvalis (Fr.) Singer 1936 – polówka korzeniasta
- Agrocybe dura (Bolton) Singer 1936 – polówka popękana
- Agrocybe elatella (P. Karst.) Vesterh. 1989 – polówka wysmukła[5]
- Agrocybe firma (Peck) Singer 1940 – polówka zamszowa
- Agrocybe paludosa (J.E. Lange) Kühner & Romagn. ex Bon 1987 – polówka błotna
- Agrocybe pediades (Fr.) Fayod 1889 – polówka półkulista
- Agrocybe praecox (Pers.) Fayod 1889 – polówka wczesna
- Agrocybe pusiola (Fr.) R. Heim 1934 – polówka ochrowożółta
- Agrocybe putaminum (Maire) Singer 1936[6] – polówka zdobnotrzonowa[5]
- Agrocybe vervacti (Fr.) Singer 1936 – polówka pustotrzonowa

Nazwy naukowe na podstawie Index Fungorum. Wykaz gatunków i nazwy polskie według Władysława Wojewody i innych.
Niektóre inne:
- Agrocybe rivulosa Nauta 2003 – polówka żyłkowanokapeluszowa[5]

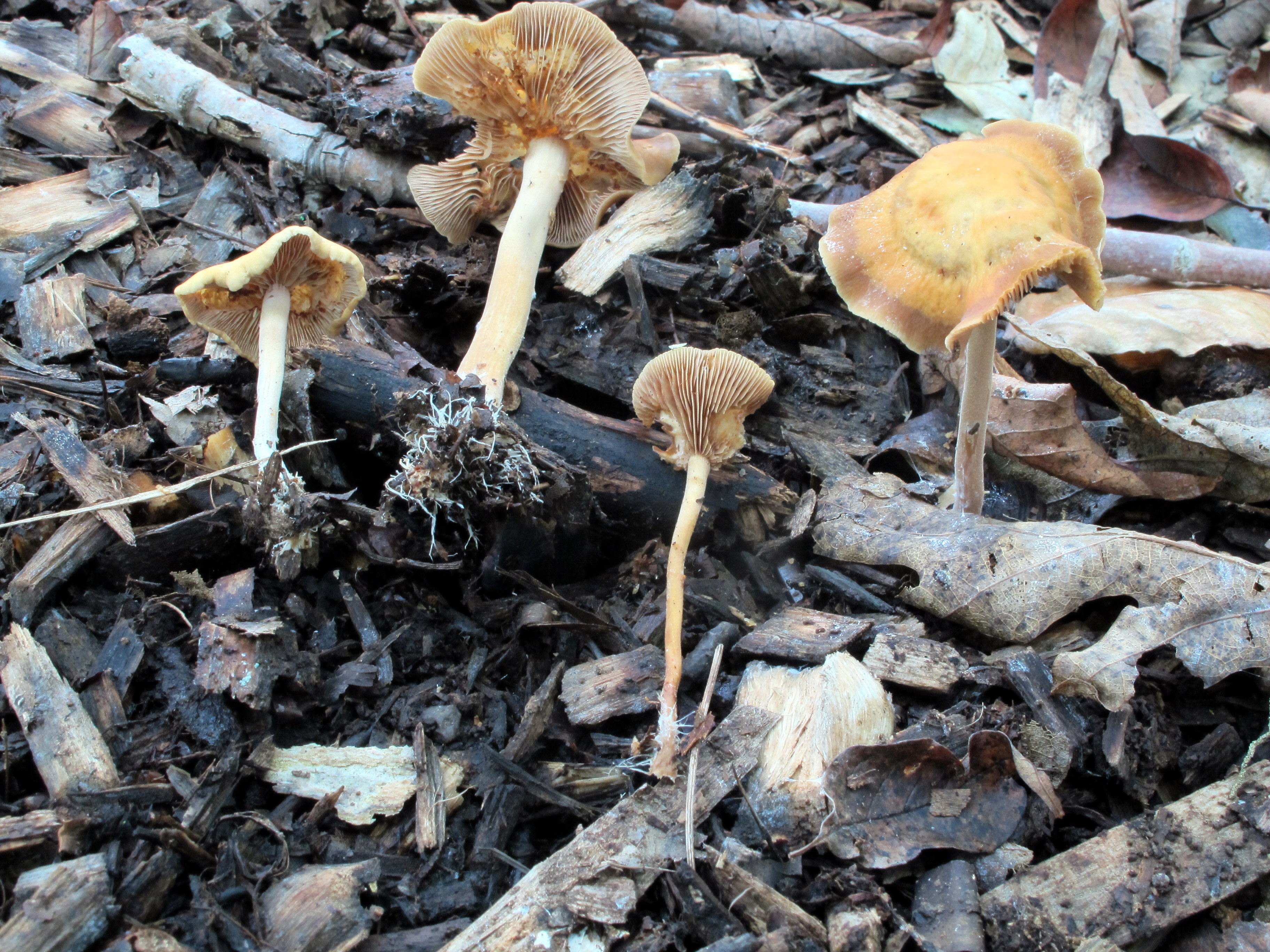
Agrocybe arvalis
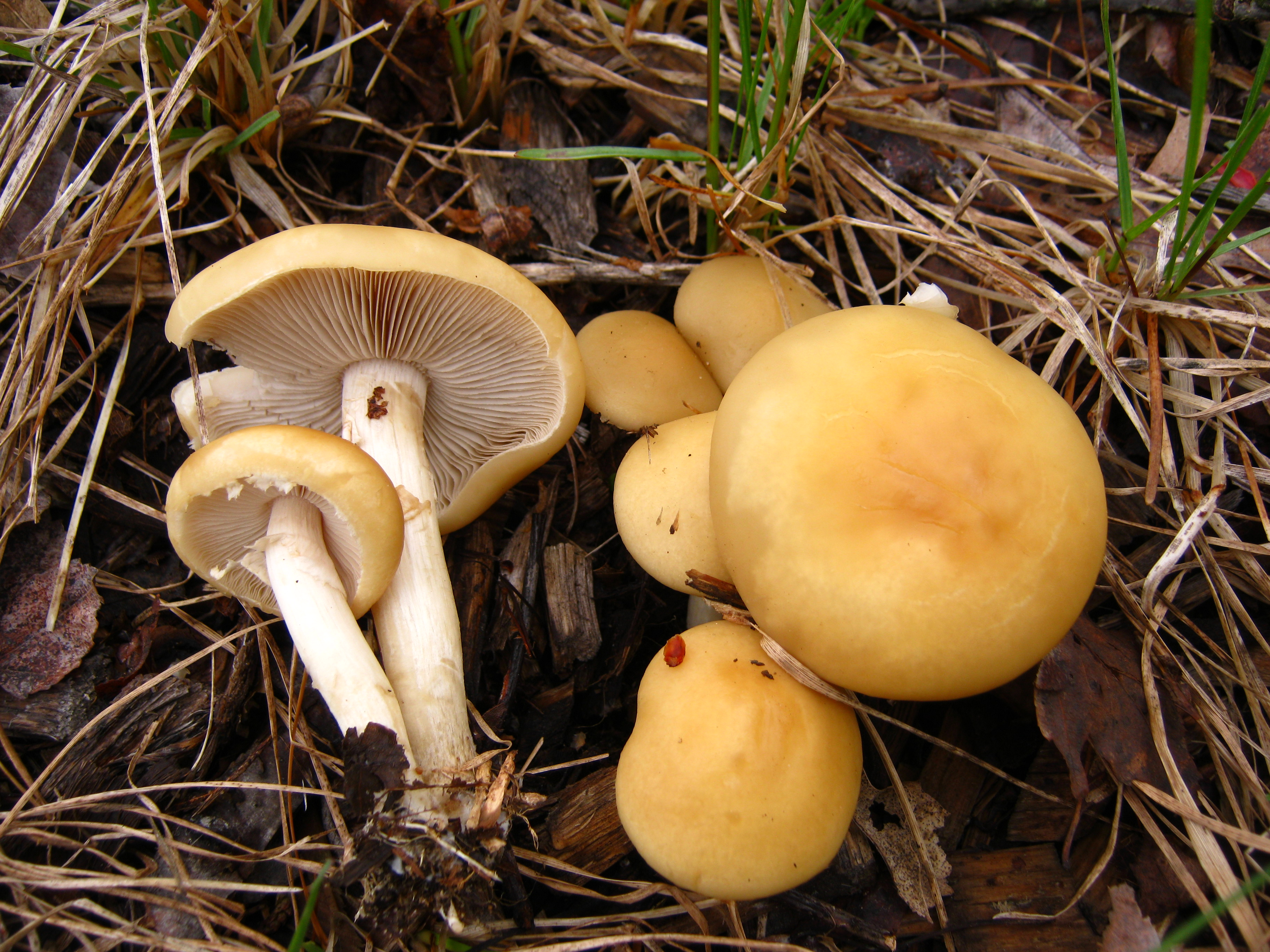
Agrocybe praecox
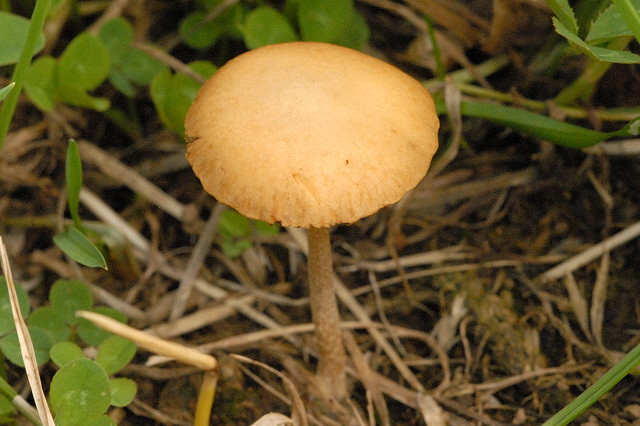
Agrocybe paludosa
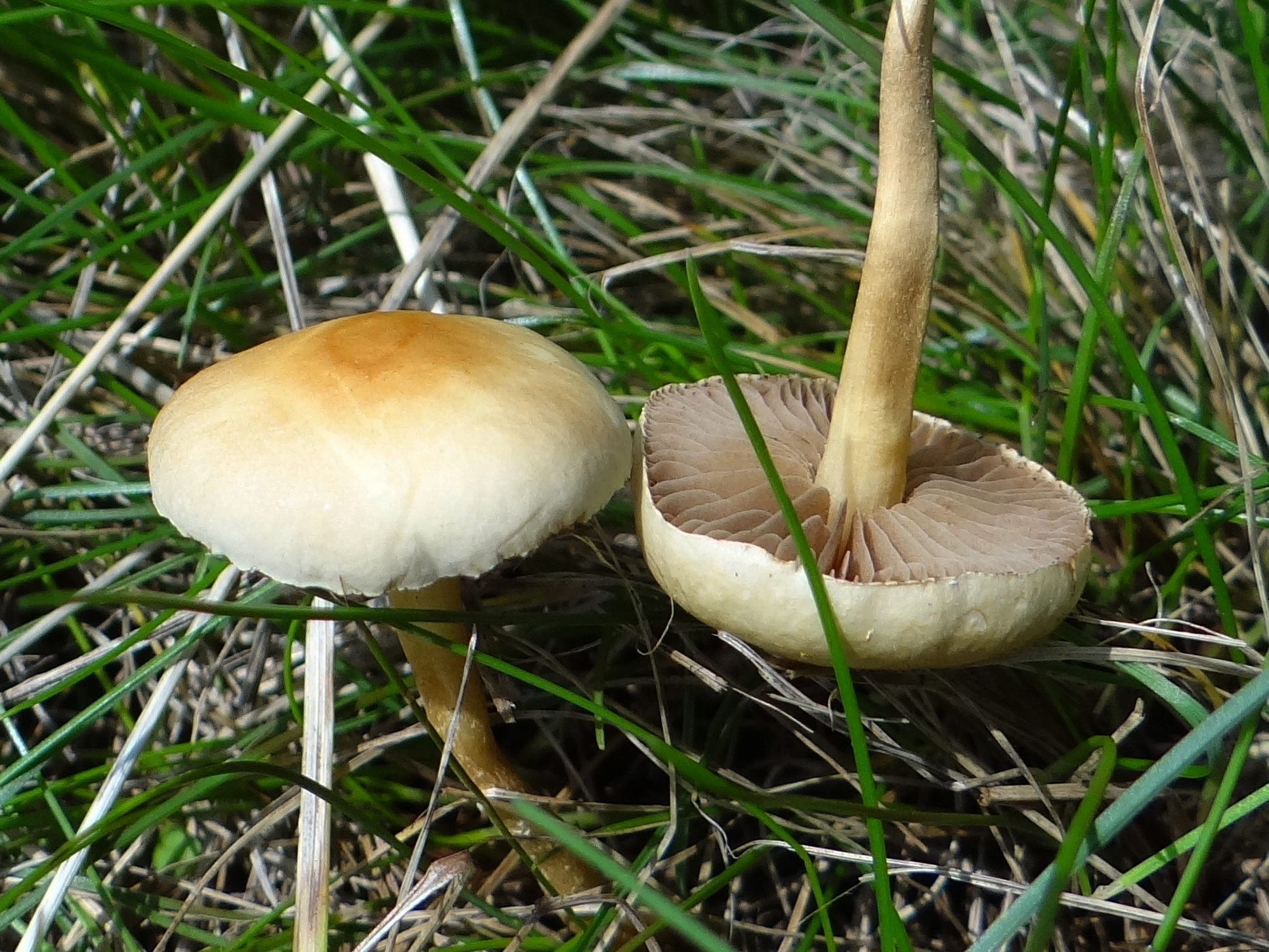
Agrocybe pediades
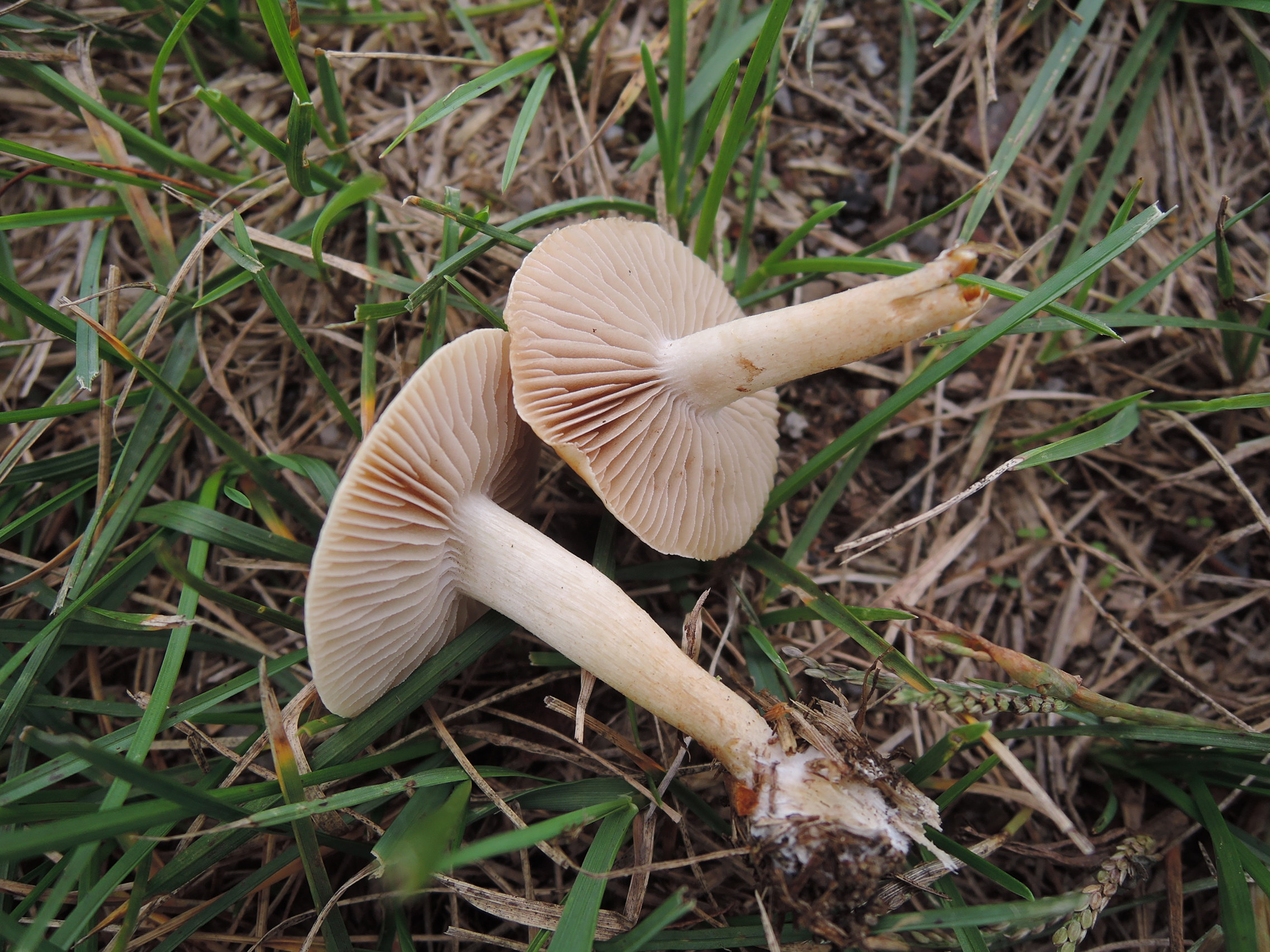
Agrocybe vervacti